# Station Pörtschach am Wörthersee
Station Pörtschach am Wörthersee is een spoorwegstation aan de Drautalspoorlijn in de gemeente Pörtschach am Wörthersee (Oostenrijk-Karinthië). Het station werd met plaatselijke marmer bekleed en is als monument beschermd.